# Horacio Dener
Horacio Dener u Horacio Denner (Buenos Aires, Argentina, 27 de noviembre de 1938 - ibídem, 20 de marzo de 2011) fue un actor de reparto de cine, radio, teatro y televisión, gremialista y presentador argentino.

## Carrera
Dener fue un actor secundario principalmente de radio y teatro, que incursionó notablemente en la pantalla grande y chica argentina. Se inició en cine en la década de 1970 con el Proceso a la infamia dirigida por Alejandro Doria, junto con Rodolfo Bebán, Silvia Montanari, María Vaner, Villanueva Cosse, Norberto Suárez y Leonor Benedetto. Luego vinieron varios films todos ellos con roles de reparto.
Hizo decenas de telenovelas y 30 teleteatros, y unas 30 obras de teatro.
Además de actor  ocupó sus últimos años colaborando con la Asociación Argentina de Actores, de la que fue secretario gremial en la década de 1990, en una lucha jurídica para que sean reconocidos los pagos de las repeticiones de los trabajos de todos por el Canal Volver.

## Filmografía
- 1974: Proceso a la infamia
- 1974: La Patagonia rebelde
- 1976: ¿Qué es el otoño?
- 1976: Sola
- 1976: Juan que reía
- 1978: Allá lejos y hace tiempo
- 1979: Custodio de señoras
- 1981: Seis pasajes al infierno (producida en 1976)
- 1985: El sol en botellitas
- 2003: Cruz de sal
- 2003: Sangre
- 2003: El delantal de Lili
- 2005: Cargo de conciencia
- 2006: Suspiros del corazón[4]

## Televisión
- 1979: Una escalera al cielo
- 1980: El coraje de querer
- 1981: Tiempos de serenata
- 1983: Sola
- 1983: Compromiso
- 1984:  Entre el amor y el poder
- 1986/1987: Hombres de Ley
- 1987/1990: Clave de sol
- 1988: La bonita pagina
- 1991: Manuela
- 1991 y 1992: El árbol azul
- 1993: Zona de riesgo
- 1994: Alta Comedia
- 1994/1995: Inconquistable corazón
- 1995/1996: Por siempre mujercitas
- 1995/1997: Poliladron
- 1997/1998: Ricos y famosos
- 1998/1999: Como vos & yo
- 2000: Amor latino
- 2001: Provócame[5]
- 2003: Los Simuladores
- 2003: Tres Padres Solteros

## Radio
Destacado actor de reparto actuó en el ciclo Radioteatro para aplaudir, en el episodio Nunca antes... estuve presa, de Daniel Babino, interpretada por Catalina Speroni, Carmen Luciarte, Totona Makantassis, Lilián Valmar y Enrique Papatino, dirigidos por Héctor Giovine.

## Teatro
- 30-30 (1974), con Víctor Laplace, Alicia Berdaxagar, Walter Sougrie, Claudio Lucero, Alejandro Marcial, Vicente Buono, Ignacio Alonso y Sara Bonet.[7]
- Silbando por Buenos Aires (1975) , con Marta Albanese, el bandoneonista Miguel Carrasco y el Flaco Núñez, quien era el autor y director.[8]
- Eventos Especiales
- Teresa Batista Cansada de Guerra, dirigida por Rubens Correa.
- He Visto A Dios, dirigida  por José Santangelo
- Posdata Tu Gato se ha Muerto, dirigida por el actor Emilio Alfaro.
- Yrigoyen, dirigida  por Julio Piquer.
- El cuento de la buena pipa (2001), con Mario Galvano, Paola Papini y Héctor Malamud.
- Tu nombre es Florencia (2001), de Jorge Palaz, estrenada en el Teatro La Máscara, dirigida por el autor e interpretada por Karina Buzeki, Carmen Luciarte, y Marzenka Novak.[9]
- Desaforados (2002), con Pasta Dioguardi, Facundo Espinosa, Alejandro Fiore, Martín Seefeld y Fernando Sureda.
- Claveles Azul Marino (2006), dirigida  por Miguel Ángel Porro.[10]

También hizo varias giras teatrales con Pepe Soriano, Osvaldo Terranova, entre otros.

## Fallecimiento
Vivió sus últimos años como residente en la popular Casa del Teatro, falleció el 17 de marzo de 2011 luego de una larga enfermedad. Sus restos descansan en el Panteón  de la Asociación Argentina de Actores del Cementerio de la Chacarita. 